# Menton
Menton je přístavní město ve francouzském departementu Alpes-Maritimes. Leží na Riviéře mezi Monakem a italskou hranicí a žije v něm necelých třicet tisíc obyvatel. Zdejší obyvatelé hovoří dialektem zvaným mentonesc.

## Historie
Okolí Mentonu bylo osídleno už před 25 000 lety, jak o tom svědčí vykopávky tzv. Grimaldiské kultury. První písemná zmínka o současném městě pochází z roku 1262. Od roku 1346 byl Menton součástí Monaka až do jara 1848, kdy se Menton a sousední Roquebrune-Cap-Martin od knížectví odtrhly (Monako tak přišlo o více než 90 % území) a staly se svobodnými městy pod ochranou Sardinského království. V roce 1860 oblast přešla na základě referenda pod francouzskou svrchovanost. Od 22. června 1940 do 8. září 1943 město patřilo Itálii pod názvem Mentone.

## Město
Středem města je historická část s barevnými domy a úzkými uličkami La vieille Ville, Staré Město, s barokní bazilikou Archanděla Michaela a 53 metrů vysokou zvonicí. Leží v kopcovitém terénu nad přístavem. Centrum Starého Města tvoří rušná pěší ulice Rue Saint Michal. V přístavu se nachází Le Bastion, pevnost ze 17. století, v níž je muzeum Jeana Cocteaua. Dále v Mentonu najdeme botanické zahrady se subtropickou vegetací Jardin Serre de la Madone a Jardin botanique exotique de Menton, pravoslavný kostel pro ruské návštěvníky, bývalou knížecí rezidenci Palais Carnolès, Le palais de l’Europe (Evropský palác, stavbu z roku 1909) i krytou tržnici z roku 1898.
Město má příjemné středomořské klima (zimní teploty okolo 10 °C, letní pod 30 °C), v jeho okolí se nachází řada pláží. Od druhé polovině sem přijíždělo množství turistů, pobyt v Mentonu byl obzvláště doporučován nemocným tuberkulózou. Pobýval zde spisovatel Vicente Blasco Ibáñez, básník William Butler Yeats, malíř Émile Appay, publicista Anatolij Lunačarskij nebo filmař René Clément. Podnebí svědčí pěstování citrónů a pomerančů, každoročně od roku 1928 se na přelomu února a března koná slavnost citrónů, při níž se z tohoto ovoce sestavují sochy a alegorické vozy. Dříve významný rybolov upadá kvůli rozšíření invazní řasy lazuchy tisolisté.

## Galerie

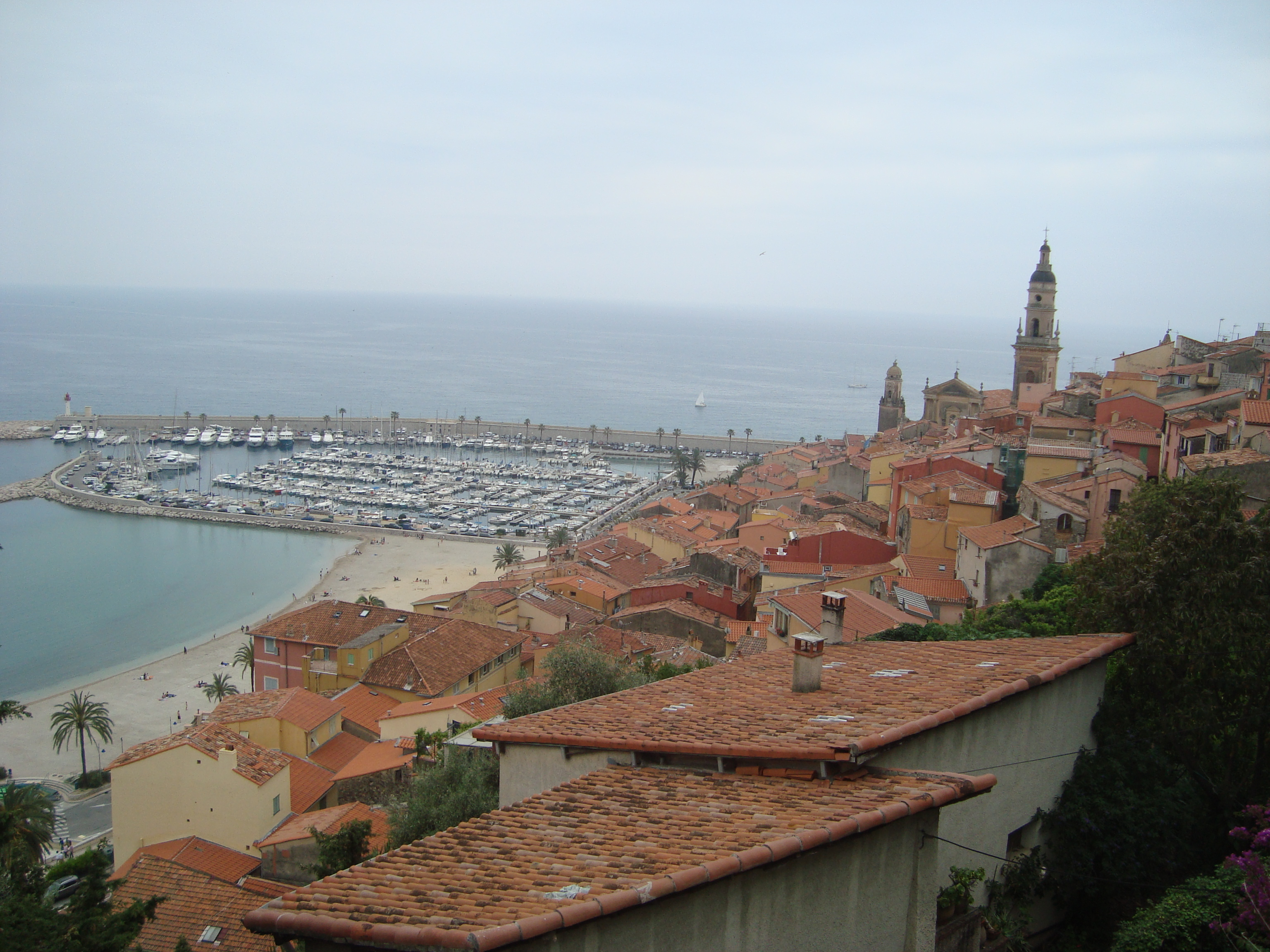
La vieille Ville, Staré Město a přístav
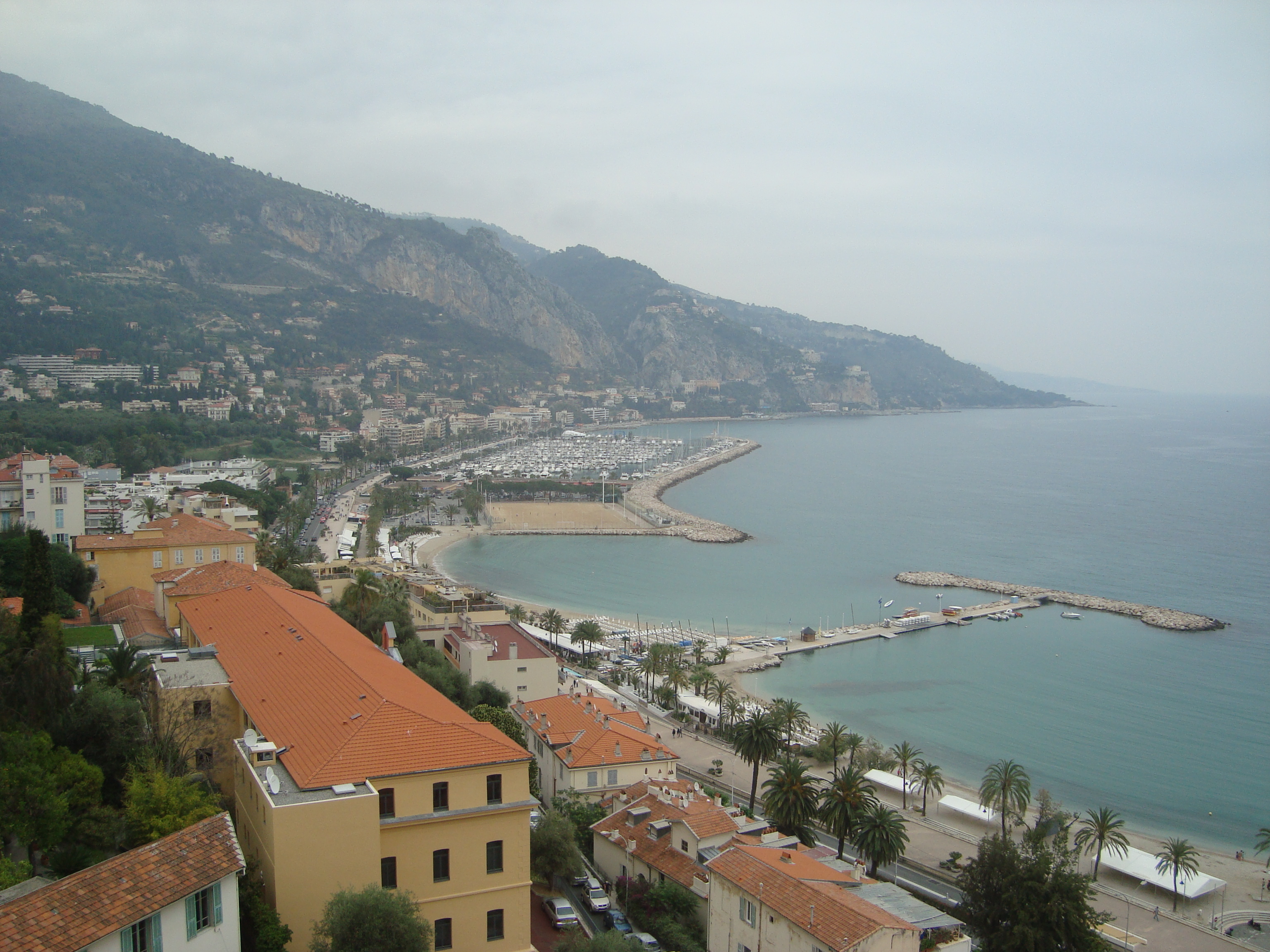
hřeben Přímořských Alp a druhý přístav
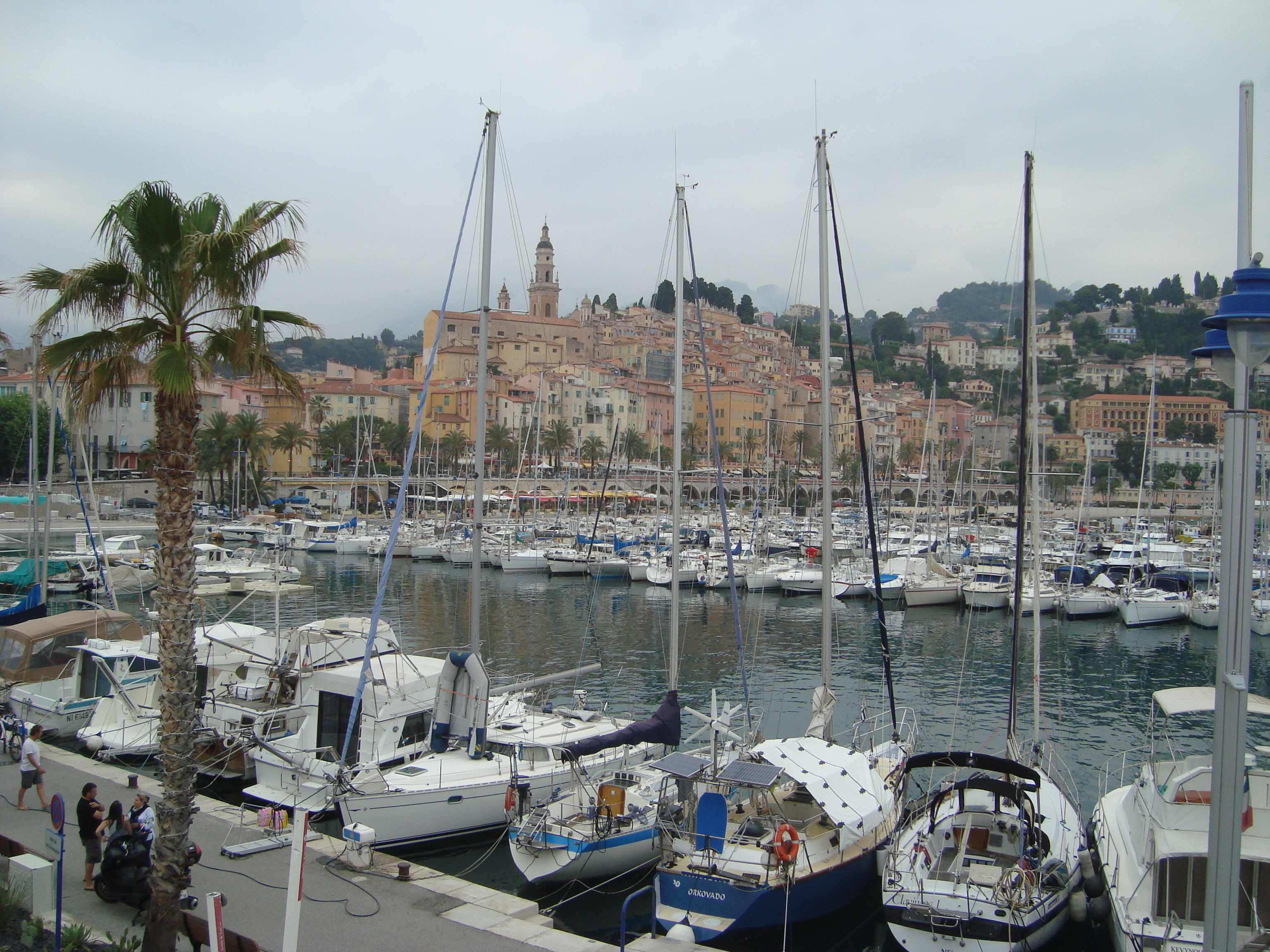
pohled na Staré Město
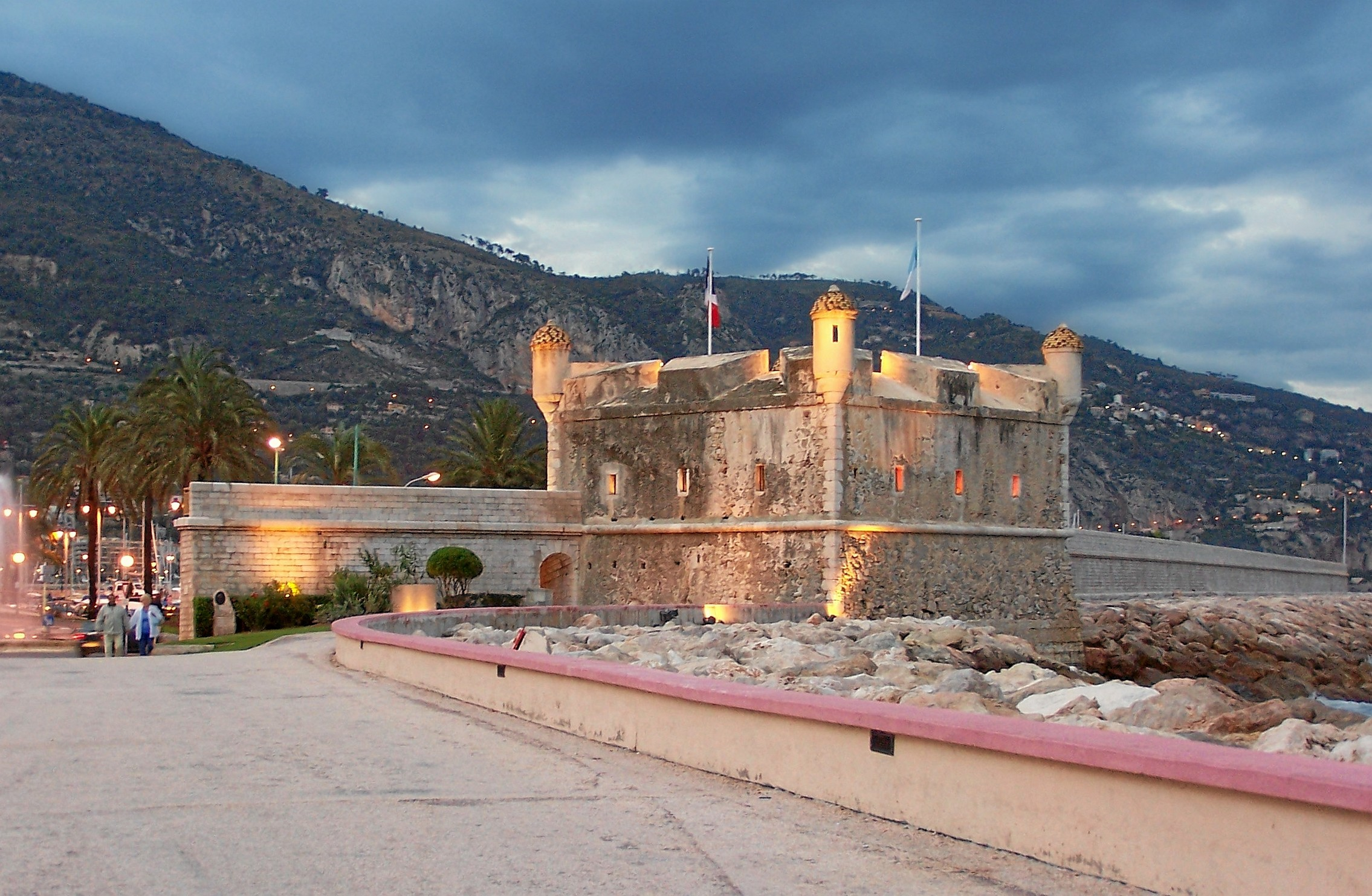
Le Bastion, pevnost v přístavu
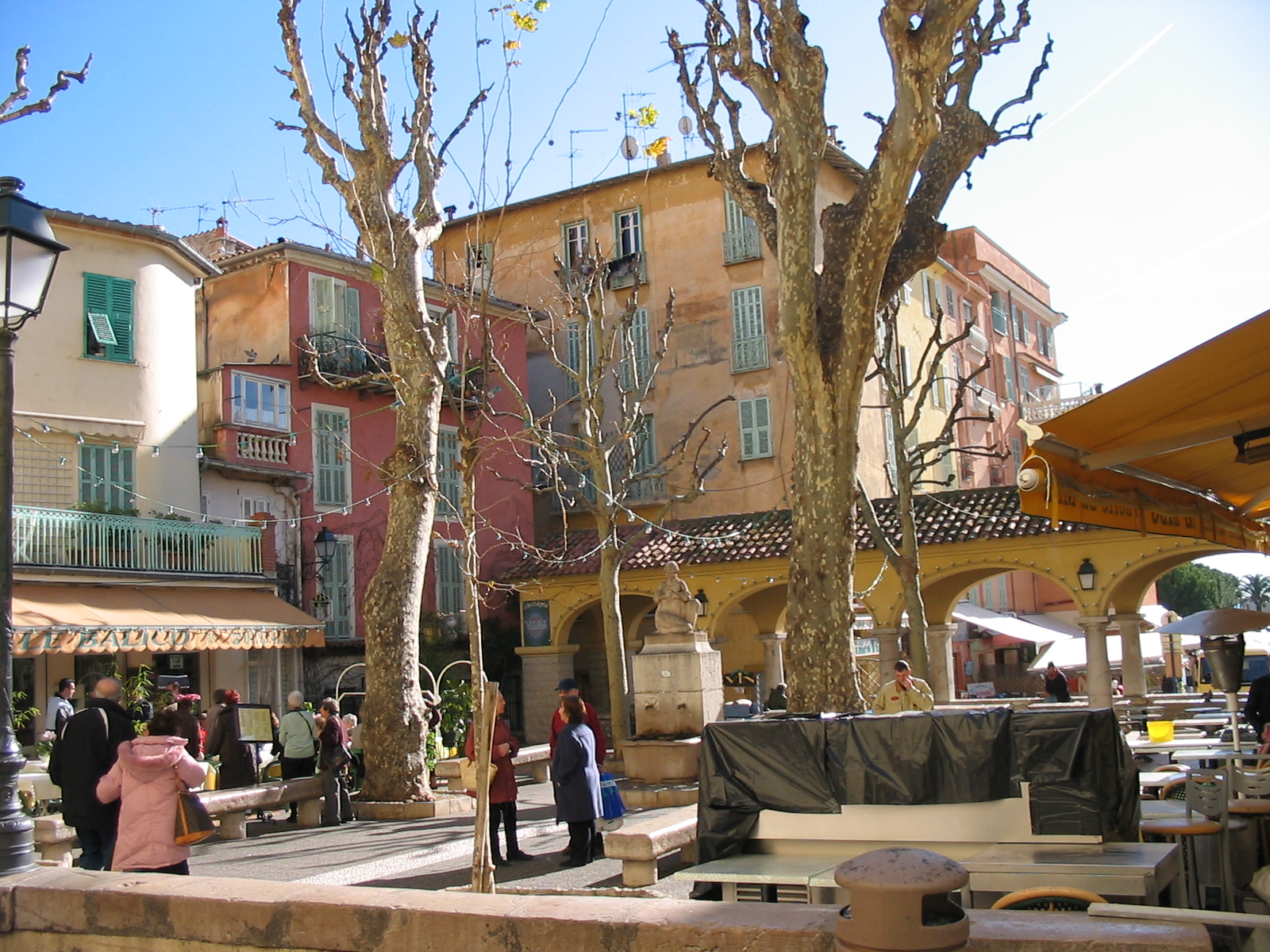
Place aux Herbes, Staré Město
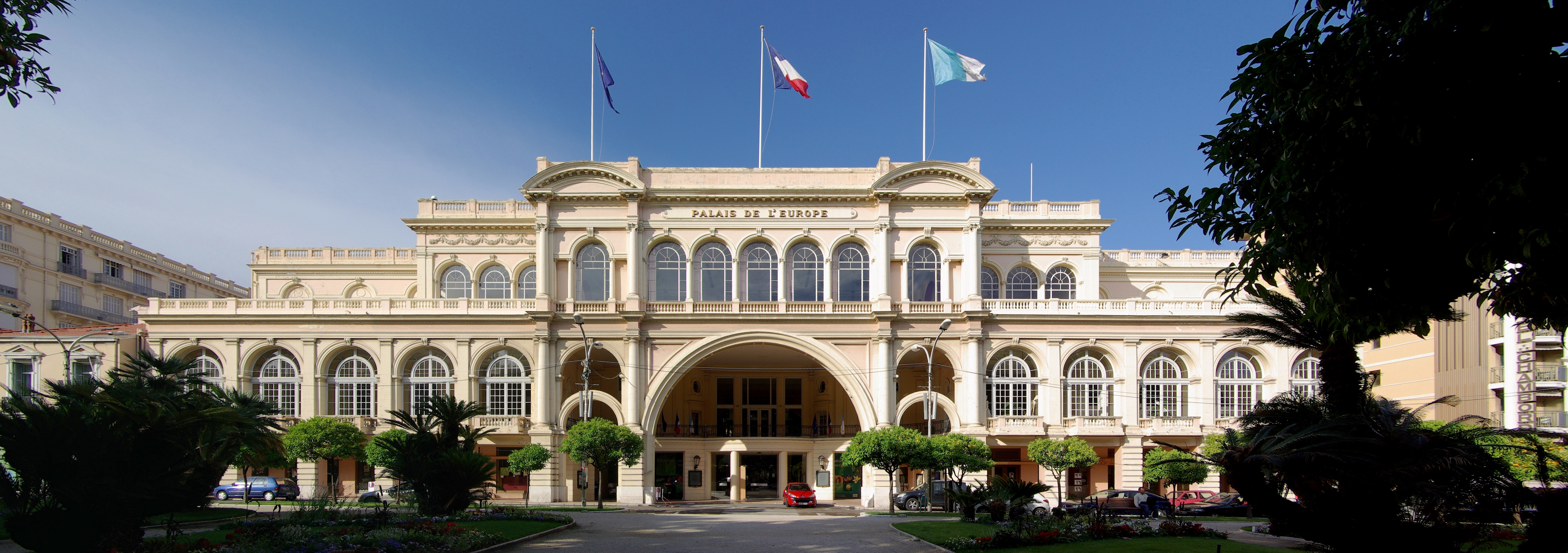
Evropský palác, bývalé kasino
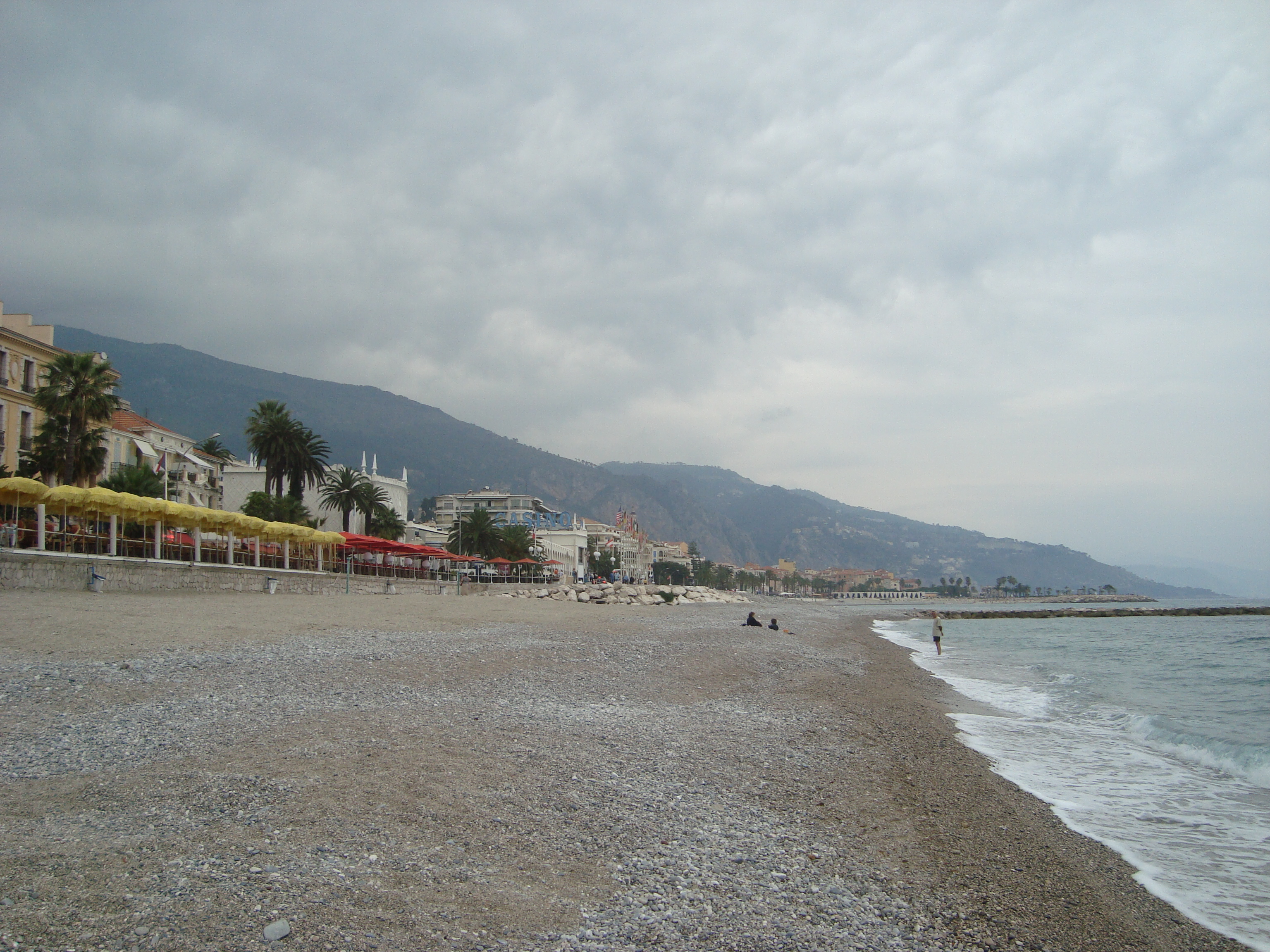
pláž v Mentonu